# Isabel Durant
Isabel Durant (Sydney, 21 december 1991) is een Australische actrice en danseres, voornamelijk bekend van haar rollen als Grace Whitney in Dance Academy en Ondina in Mako Mermaids.

## Leven en carrière
Durant begon met haar danscarrière op 15-jarige leeftijd toen ze naar Loreto Kirribilli ging.
Ze was een finaliste in de top 20 van het derde seizoen van: So You Think You Can Dance Australia. Nadat ze was weggestemd, deed ze mee aan de open audities van de tienerdramaserie Dance Academy, waarna ze gecast werd in de rol van Grace Whitney.
In 2014 speelde ze een van de hoofdrollen in seizoen 2 en 3 van de televisieserie Mako Mermaids. en in 2020 had ze een hoofdrol in de Amerikaanse soapserie Days of our Lives.

## Filmografie
| Jaar      | Titel                                | Rol                        | Opmerkingen                                                                |
| --------- | ------------------------------------ | -------------------------- | -------------------------------------------------------------------------- |
| 2007      | Razzle Dazzle: A Journey into Dance  | Miss Elizabeth's dansgroep | Film                                                                       |
| 2010      | So You Think You Can Dance Australia | Zichzelf                   | Deelneemster in seizoen 3 als Issi Durant                                  |
| 2012–2013 | Dance Academy                        | Grace Whitney              | Hoofdrol in seizoen 2 en 3. In seizoen 2 op de aftiteling als Issi Durant. |
| 2013      | Reef Doctors                         | Emma                       | 2 afleveringen                                                             |
| 2013      | Camp                                 | Deanna                     | 3 afleveringen                                                             |
| 2015–2016 | Mako Mermaids                        | Ondina                     | Hoofdrol                                                                   |
| 2017      | This is Us                           | Kelly                      | 1 aflevering                                                               |
| 2018      | Life Itself                          | Shari Dickstein            | Film                                                                       |
| 2020      | Days of Our Lives                    | Claire Brady               |                                                                            |